# Национальный день репортёра (Иран)
Национальный день репортёра (Иран) (перс. روز خبرنگار‎, руз-е хабарнегар) — ежегодный профессиональный праздник, который отмечается в Исламской Республике Иран 8 августа (17 числа, месяца мордад по иранскому летоисчислению).

## Махмуд Сареми
Эта дата, 8 августа, была выбрана не случайно, но намеренно приурочена ко дню гибели иранского журналиста Махмуда Сареми (1968 — 8 августа 1998).
Махмуд Сареми (перс. محمود صارمی‎) — журналист и репортёр ИРНА (Информационное Агентство Исламской Республики Иран). В 1996 году был назначен на должность руководителя отделения IRNA в город Мазари-Шариф, Афганистан. Два года спустя, 8 августа 1998 года Махмуд Сареми и восемь сотрудников Консульства ИРИ в Афганистане были убиты группой исламистов движения Талибан.
Генеральный совет по культуре Ирана (перс. شورای فرهنگی عمومی‎, шоура-йе фарhанги-йе омуми) в первую годовщину со дня того кровавого события постановил учредить Национальный День Репортёра и ежегодно отмечать его 8 августа в память о Махмуде Сареми убитого талибами.
Именем Махмуда Сареми назван один из проспектов Мешхеда, город на северо-востоке Ирана, провинция Хорасан.

## Поздравления
8 августа иранцы поздравляют своих родных и знакомых журналистов, корреспондентов и репортёров с их профессиональным праздником: дарят традиционные открытки и посылают sms, выражая своё уважение к этой нелёгкой, а подчас и опасной, профессии, и желая успехов в работе.
Пример поздравления:
На новостных порталах выкладывают поздравительные открытки с подобным содержанием: «Действительно, как прекрасно придумано — он преклоняет колени перед калямом и слова его служат изречению истины…».

## Карикатура
Несмотря на трагичность даты, к которой приурочен данный праздник, в СМИ и социальных сетях публикуется большое количество забавных карикатур.